# 克劳德·弗朗索瓦·若弗鲁瓦
克劳德·弗朗索瓦·若弗鲁瓦（法語：Claude François Geoffroy，1729年—1753年）是一位法国化学家，他于1753年发现了铋元素。这以前含铋矿石通常被认为是铅矿和锡矿。
他也被称作小克劳德·若弗鲁瓦，以便与他的哥哥克劳德·约瑟夫·若弗鲁瓦相区分。